# Jättedjävulstunga
Jättedjävulstunga (Ferocactus cylindraceus) är en suckulent växt inom släktet Ferocactus och familjen kaktusar. Jättedjävulstungan är som ung planta klotformad, med tiden utvecklas den till en pelarkaktus som kan bli över tre meter hög. Den har 13-27 åsar och areolerna sitter 1-4 innertaggar som kan bli 12 centimeter långa. Runtom sitter 9-13 kortare taggar. Hos denna art är alla taggar röda med gula och ibland vita markeringar.
Kommer ursprungligen från Mexiko (södra Kalifornien).

## Odling
Släktet Ferocactus växer väldigt långsamt, för att få en riktigt stor planta krävs åtminstone 200 år. Den bör stå så ljust som möjligt - men trivs inte i direkt sol de första tio åren. Måttlig bevattning och jorden bör torka ut rejält mellan vattningarna, det gäller i synnerhet på vintern. Trivs utomhus under sommaren om den hålls under tak där inte regn kan nå krukan. Vintertid bör den ha en svalare miljö, 8-10°, och bör då hållas helt torr. Blommar redan som ung med 4–6 centimeter långa gula till orange blommor. Omplanteras med flera års mellanrum.